# Herburtowo
Herburtowo – wieś w Polsce położona w województwie wielkopolskim, w powiecie czarnkowsko-trzcianeckim, w gminie Wieleń. 
W latach 1975–1998 miejscowość administracyjnie należała do województwa pilskiego.
W Herburtowie znajduje się zabytkowy drewniany kościół Matki Boskiej Siewnej wybudowany w 1782. Niedaleko kościoła znajduje się drewniana dzwonnica z XX wieku.
We wsi znajduje się lotnisko z pasem trawiastym o wymiarach pasa startowego: 1100 x 90 m.
Przez Herburtowo przepływa rzeka Bukówka.

## Przypisy

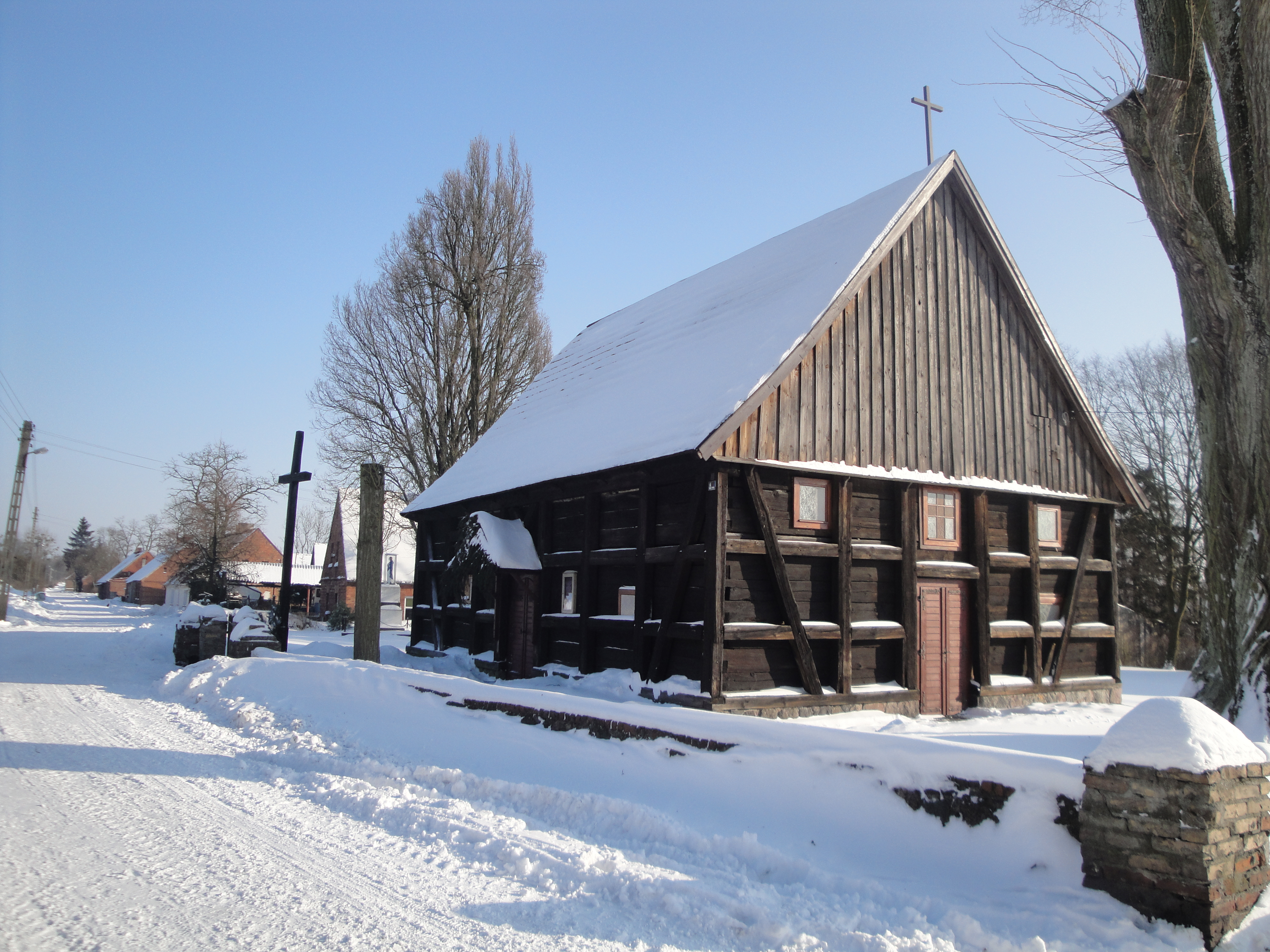
Zabytkowy drewniany kościół w Herburtowie